# Billy Brooks
William Amos Brookes, detto Billy (Dudley, 19 aprile 1931 – settembre 2016), è stato un calciatore inglese, di ruolo centrocampista.

## Carriera
Dopo aver giocato nelle giovanili dei dilettanti del Churchfields passa in quelle del West Bromwich, club della prima divisione inglese, con il quale all'età di 22 anni esordisce tra i professionisti, giocando 2 partite in campionato e partecipando alla vittoria della FA Cup. Nella stagione 1954-1955 gioca poi con maggiore continuità (12 presenze), mentre dal 1955 al 1959, pur restando ininterrottamente in rosa per un quadriennio, disputa di fatto solamente ulteriori 5 partite di campionato (4 nella stagione 1955-1956 ed una nella stagione 1956-1957), arrivando così ad un totale in carriera di 19 presenze nella prima divisione inglese. Va infine a chiudere la carriera ai dilettanti dell'Allens Cross.

## Palmarès

### Club

#### Competizioni nazionali
- Coppa d'Inghilterra: 1

West Bromwich: 1953-1954